# Kvarnkommission

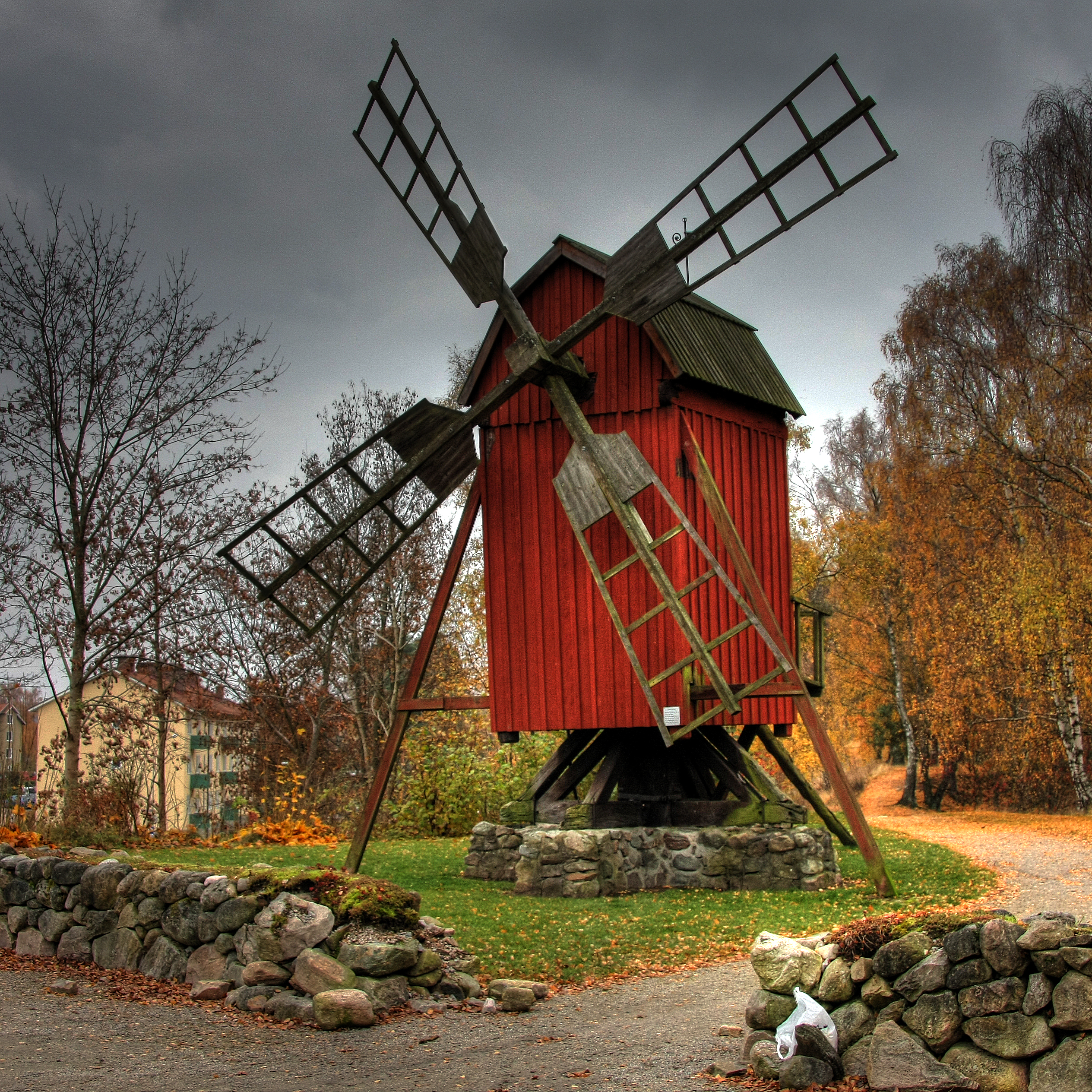
Ölandskvarn i Hässleholms hembygdspark

Kvarnkommission var förr i Sverige kommissioner som tillsattes för att undersöka förhållanden rörande kvarnar, och grundades på kronans vattenregale.
Den mest kända kvarnkommissionen var 1697 års kvarnkommissioner som tillkom på initiativ av landshövdingen i Skaraborgs län, Harald Strömfelt, där olika län fick olika kommissioner. Kommissionerna var för de olika länen sammansatta av landshövdingen i länet, landskamreraren eller landsbokhållaren samt häradshövdingen i orten jämte nämnden, och kronobefallningsmännen hade var för sitt fögderi att hos kommissionerna föra kronans talan. De var ett slags specialdomstolar, som hade att, rörande de ärenden som de hade att behandla, inte bara "undersöka och rannsaka, utan ock hvar sak för sig efter omständigheterna med dom och resolution afhjälpa". Kommissionerna skulle undersöka om kungsådrorna tilltäppts, var nybyggda kvarnar anlagts och om placeringen var ogynnsam för tullen till kronans odalkvarnar. 1697 års kvarnkommissioner hade som sin uppenbart viktigaste uppgift att undersöka huruvida det i de så kallade allmänningsvattnen och strömmarna fanns kvarnar som inte var skattlagda; och skulle sådana kvarnar "till Kongl. Maj:t och kronan af kommissionen skäligen taxeras". Dylik skattläggning skulle dock inte omfatta de kvarnar i allmänningsvattnen som låg helt och hållet inom viss frälsefastighets ägoområde, och inte heller frälsekvarnar i övrigt inom bestämd, genom urminnes hävd försvarad rågång.
Grundsatserna i 1697 års kvarnkommissioner, som åberopade Helgeandsholmsbeslutet, var dels att kronan tillförskaffade sig allmänningar och dels att kronan la beslag på allt vatten som ännu inte tillhörde frälse-, skatte- eller kronojord. Kvarnkommissionen försäkrade också kronan skatt från alla kvarnar på skatte- och kronojord, vilka båda blev kallade kronans odalkvarnar. Att uppföra och driva en kvarn, för att mala mjöl eller att såga brädor, blev därmed mer kringgärdat av regler, förutsatte privilegium och begärde tungor. Däremot fick man uppföra en kvarn på sin privata mark.
1697 års kvarnkommissioner utvecklades trots protester från alla ständer i riksdagen praxis som senast åberopades inför 1813 års förklaring då Kammarkollegium meddelade på begäran att bestämmelserna från 1697 ingalunda var upphävda. Med kungliga förordningen 30 december 1863 upphörde frälsekvarnars företrädesställning i fråga om utgörande av grundränta, varmed besluten från 1697 kunde sägas vara upphävda. Därefter skedde tillåtelsen att uppföra kvarn med bevillning.
En återkommande tvistefråga har varit hur 1697 års kommissioner borde tolkas med avseende på äganderätten över allmänningarnas vattendrag. Under början av 1900-talet tolkades äganderätten som en rätt att uppbära skatt för näringar och verksamhet i vattendragen och att kronan hade beslutsrätt.